# ジロ・ディ・パダニア
ジロ・ディ・パダニア（Giro di Padania）は、2011年9月に初開催された、自転車競技、ロードレースにおける、ステージレースの名称。UCIヨーロッパツアー2.1カテゴリ。
イタリア北部地域のパダニアを舞台にして行われる。
2013年以降、開催されていない。

## 歴代優勝者
| 年   | 優勝者                   |
| ---- | ------------------------ |
| 2011 | イヴァン・バッソ         |
| 2012 | ヴィンチェンツォ・ニバリ |